# Осадців Іван Васильович
Іван Васильович Осадців (народився 7 серпня 1956 в селі Хмелівка Богородчанського району Івано-Франківської області) — український лікар-гематолог і громадський діяч.

## Життєпис
Після закінчення Хмелівської восьмирічної та Росільнянської середньої школи закінчив Івано-Франківський медичний інститут (нині — Івано-Франківський національний медичний університет). Проходячи строкову службу в Радянській армії, в 1980-1982 роках, керував лабораторією у Туркестанському військовому окрузі, працював лікарем військового госпіталю для постраждалих в афганській кампанії. З 1982 по 1990 роки працював лікарем-гематологом в Чернігівському обласному онкологічному диспансері.
У 1984—1986 роках проходив клінічну ординатуру в Київському науково — дослідному інституті гематології та переливання крові (нині - ДУ Інститут Гематології та Трансфузіології НАМН України). З перших днів подолання наслідків аварії на Чорнобильській АЕС працював лікарем-гематологом Іванківського госпіталю цивільної оборони.
З 1990 до 1996 року — лікар-гематолог першої міської лікарні у Чернігові. 
З 1996 до 2020 року працював в обласному Центрі радіаційного захисту населення на посаді лікаря-гематолога, 
зав.поліклінічного відділення для постраждалих КНП «Чернігівський обласний центр радіаційного захисту та оздоровлення населення. Ініціював скринінгове обстеження щитоподібної залози у потерпілих внаслідок аварії на ЧАЕС. Після ліквідації КНП "Чернігівський ОЦРЗОН", з липня 2020 року по сьогоднішній час працює лікарем-гематологом Центру сучасних медичних технологій "Vidi" поліклініка в м. Чернігові.

## Громадська діяльність
Був членом Народного руху України за перебудову з 1990 року, працював у медико-екологічній комісії. Учасник походу «Козацькими шляхами» (1991). Багатолітній член правління обласного товариства «Просвіта» імені Т.Шевченка. Балотувався до Верховної ради від Народного Руху, ПЗУ та партії «УДАР (Український Демократичний Альянс за Реформи) Віталія Кличка». Обирався депутатом Чернігівської міської та обласної рад.
Один із засновників і багатолітній керівник Чернігівської міської громадської організації «Зелений світ». Займався проектами з роздільного збору та переробки сміття, природного біорізноманіття, захисту прав та медико-екологічного інформування постраждалих внаслідок аварії на ЧАЕС (за підтримки Посольства США в Україні),  йодопрофілактики (проект за підтримки ЮНІСЕФ) Керівник проекту — автор видання «Джерело мого дитинства (100 джерел Чернігівщини)». Голова комітету з питань охорони здоров'я Громадської ради при Чернігівській обласній державній адміністрації (2014-2021p.p.).
Ініціатор створення Мезинського національного природного парку.

## Наука
Автор більше 30 друкованих наукових праць з питань гематології, в тому числі співавтор пристрою для неінвазивного вимірювання гемоглобіну (у співпраці з колективом Інституту Кібернетики НАН України).